# Clipper-Prozessor
Der Clipper-Prozessor war ein 32-Bit-RISC-Prozessor von Fairchild Semiconductor. Im Vergleich zu anderen RISC-Prozessoren verfügte der Clipper über einen relativ umfangreichen Befehlssatz, der durch in den Prozessor integrierte Funktionsbibliotheken realisiert wurde.

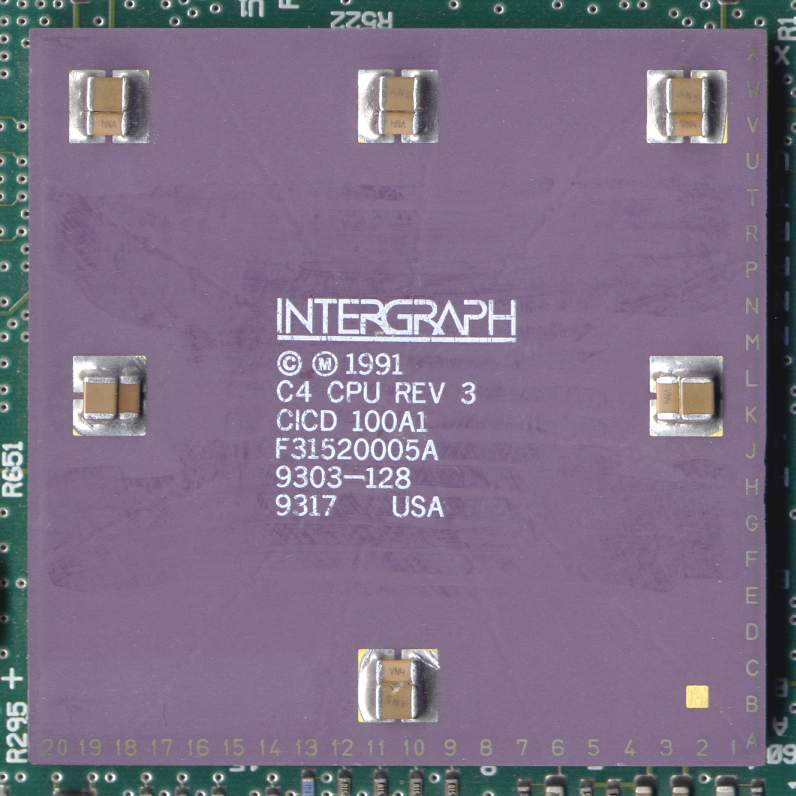
Intergraph C4 Prozessor

Zunächst unter der Bezeichnung C100 produzierte Fairchild Semiconductor den aus drei Chips bestehenden Prozessor. Der CPU-Chip wurde durch zwei sogenannte CAMMUs unterstützt, Cache und MMU-Einheiten, je eine für Befehle und eine für Daten. Geliefert wurden die drei Chips auf einer Platine als Modul montiert.
Der Clipper fand aufgrund relativ hoher Kosten trotz seiner guten Leistungsfähigkeit nur wenige Kunden. Zudem waren zum Zeitpunkt der Markteinführung 1986 bereits mehrere andere 32-Bit-Architekturen gut im Markt eingeführt, so dass eine relativ teure neue Architektur wenig Chancen hatte.
Nachdem 1987 Fairchild Semiconductor durch National Semiconductor aufgekauft wurde, verschlechterte sich die Situation für den Clipper-Prozessor weiter, da National Semiconductor mit dem NS320xx bereits eine wenig erfolgreiche 32-Bit-Prozessorfamilie im eigenen Hause hatte. Die gesamte Clipper-Abteilung wurde daraufhin an den größten Clipper-Kunden, die Firma Intergraph, verkauft. Intergraph stellte 1988 den C300 und 1990 den C400 vor. Arbeiten an einem weiteren Nachfolger wurden später eingestellt.
Diverse Patente, speziell auf Techniken die in den CAMMUs verwendet wurden, führten später zu einem Rechtsstreit zwischen Intergraph und Intel, sowie weiteren Firmen, da viele neuere Prozessoren diese Techniken einsetzen.